# Alianza de los Cuatro Partidos (Bangladés)
Alianza de los Cuatro Partidos fue una coalición política que agrupó al Partido Nacionalista de Bangladés, el Partido Jamaat-e-Islami, el Partido Jatiya (Naziur) y el Frrente de Unidad de Bangladés, en un pacto político oficialista para oponerse a la candidatura de Sheikh Hasina, quien finalmente triunfó en las elecciones de 2008.
Esta alianza se consolidó las elecciones de 2001, donde lograron 214 escaños parlamentarios. En las siguientes elecciones lograron solo 33 y para el 2014 perdieron todos los escaños al intentar boicotear los comicios y no presentar candidaturas, además de convocar a la violencia civil y las manifestaciones sociales.

## Composición

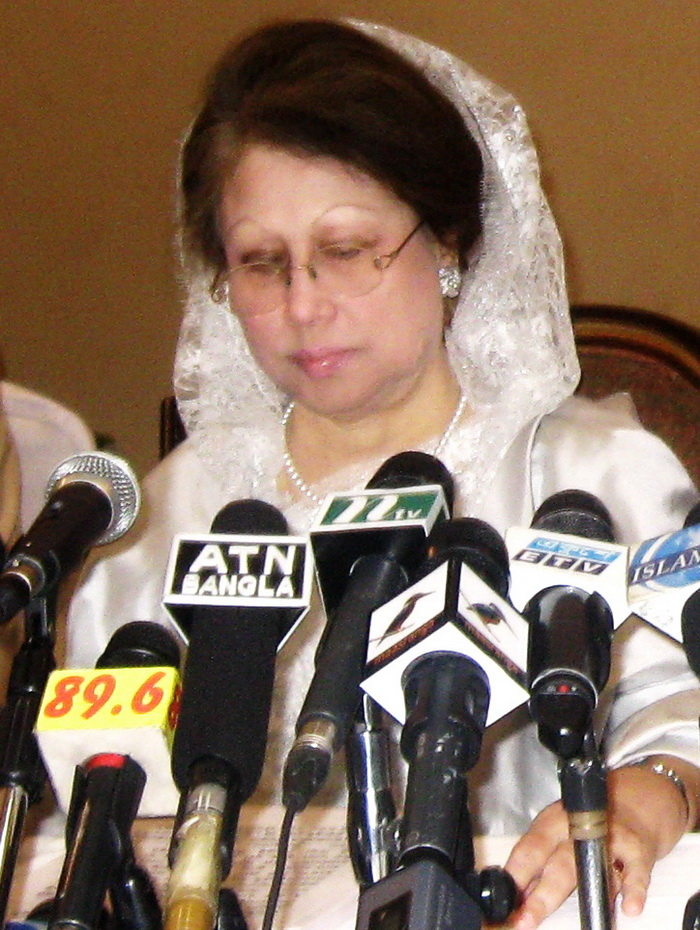
Jaleda Zia, líder de la coalición "Alianza de los Cuatro Partidos"

Los partidos que lo conformaron fueron:
- Partido Nacionalista de Bangladés, liderado por Jaleda Zia
- Partido Jamaat-e-Islami, liderado por Motiur Rahman Nizami
- Partido Jatiya (Naziur), liderado por Andaleeve Rahman
- Frrente de Unidad de Bangladés, liderado por Fazlul Haque Amini

## Resultado electoral (2008)
|  | 33,2 % |

|  | 4,6 % |

|  | 0,1 % |